# بیورن ناگل
بیورن ناگل (انگلیسی: Björn Nagel؛ زادهٔ ۲۵ ژانویهٔ ۱۹۷۸) اهل آلمان است.

## حرفه
وی همچنین از سوارکاران در المپیک تابستانی ۲۰۰۸ و ۲۰۱۲ بوده‌است.